# Какаду західний
Какаду західний (Cacatua pastinator) — вид папугоподібних птахів родини какадових (Cacatuidae).

## Поширення
Ендемік Австралії. Поширений на південному заході Західної Австралії. Живе у просторих евкаліптових лісах, мангрових лісах, галерейних лісах, у парках та садах.

## Опис
Птах завдовжки 43-48 см, вага - 560-820 г. Основне оперення білого кольору, деякі пера на голові, грудях та спині мають рожеву основу. Очне кільце неоперене, синього кольору. Між оком і дзьобом є червона пляма. Нижня частина крил і хвоста світло-жовті. Дзьоб і лапи темно-сірого кольору.

## Поведінка
Живе у місцях з наявністю високих дерев. Трапляється великими зграями. Активний вдень, вночі та у спекотну обідню пору ховається в кроні дерев. Всеїдний птах. Живиться плодами, горіхами, насінням, квітами, комахами та їхніми личинками тощо. Гніздовий сезон припадає на серпень-жовтень. Гнізда влаштовує в дуплах евкаліптів, на висоті 3-10 м. У кладці — 2-3 яйця. Висиджують обидва батьки почергово. Пташенята вилуплюються приблизно через 24 дні, оперяються і вилітають з гнізда приблизно в 2-місячному віці, але ще близько місяця батьки за ними доглядають.